# Ditlevsenella filipjevi
Ditlevsenella filipjevi is een rondwormensoort uit de familie van de Enchelidiidae. De wetenschappelijke naam van de soort is voor het eerst geldig gepubliceerd in 1963 door Hopper.